# Nepomuceno Bolognini
Nepomuceno Bolognini (Pinzolo, 24 marzo 1824 – Milano, 19 luglio 1900) è stato un ufficiale garibaldino italiano, etnografo del periodo di fine 1800 e fondatore, nel 1872 della Società Alpina del Trentino (SAT), la più grande associazione di alpinisti facente parte del Club Alpino Italiano.